# 山田章仁
山田 章仁（やまだ あきひと、1985年7月26日 - ）は、日本のラグビーユニオン選手。福岡県北九州市出身。
ラグビー日本代表、7人制日本代表、U19、U23日本代表、日本選抜。現在は九州電力キューデンヴォルテクスに所属。ポジションはウィング(WTB)、フルバック(FB)（高校1年、2年時はフルバック、3年時、大学1年時はスタンドオフ）。 身長 181 cm、体重 83 kg。

## 来歴
5歳からYMCAラグビースクール（現・ヤングベアーズ）でラグビーを始め、鞘ヶ谷ラグビースクール、小倉高校を経て慶應義塾大学総合政策学部に進学。
高校では1年からレギュラーに定着、U17日本代表にもに選出された。大学では1年から試合に出場し、こちらでもU19日本代表にも選出された。2年の夏からオーストラリアに留学し、ラグビー経験を積む。3年の春にはU23日本代表に選出、その年の秋の対抗戦からチームに復帰。以降、慶大の中心選手として活躍し、4年次には大学選手権で準優勝した。
2008年5月、当時トップウェストAのホンダヒートとプロ契約。
同年7月10日、日仏150周年記念試合となった日本選抜ｘフランス大学選抜にウイングとしてフル出場。
2010年1月7日放送のスポーツマンNo.1決定戦（TBS系）の跳び箱（モンスターボックス）公式記録会でラグビー記録タイの18段を記録した。
2010年にパナソニック ワイルドナイツ（旧：三洋電機ワイルドナイツ）にプロ契約し、移籍した。
2012年、アメリカンフットボール・Xリーグ、ノジマ相模原ライズの一員として秋季リーグに出場。XリーグではNFL経験者であってもプロ契約を認めていない関係上、アマチュア契約となっている。背番号はラグビーのWTBに相当する11番であった。当初はパナソニック インパルス入りを検討していたが、規定により（パナソニックインパルスは全員がパナソニックの社員選手であることが理由とされる）、実現しなかった。ポジションはRBだが、チームではスペシャルチームのリターナー限定でプレーしている。2012シーズンはファーストステージのみの3試合に出場し、セカンドステージ以降はラグビー日本代表合宿に参加したため、出場せず、アメリカンフットボールはこの年限りとなり、ノジマ相模原ライズを退団。
トップリーグ2012-13シーズン、開幕7戦連続トライの新記録を達成し、11月に行われる日本代表の欧州遠征メンバーに選出された。
2013年11月15日、欧州遠征におけるロシア戦で後半28分から途中出場し、代表初キャップを獲得する。
2014年2月、地元北九州市からスポーツ大使を委嘱された。
2015年、スーパーラグビーのフォースに加入。また同年8月にはラグビーワールドカップ2015の日本代表に選ばれる。迎えたワールドカップの予選リーグプールBでの第3戦 サモアとの試合でウィングとして先発出場。前半終了間際にワールドカップでの初トライを決めた。
2016年、スーパーラグビーに新たに加入した日本のチーム、サンウルブズに加入。
2018年9月、トップリーグリーグ戦100試合出場達成。
2019年、NTTコミュニケーションズシャイニングアークスに加入。また同年8月、リヨンOUにレンタル移籍した。
2021年、シアトル・シーウルブズに加入。
翌2022年、九州電力キューデンヴォルテクスに加入。
2025年、バレーボール・Vリーグ女子のカノアラウレアーズ福岡のゼネラルディレクターに就任。

## 人物
パナソニックのチームメイト、児玉健太郎は同じラグビースクール、高校、大学の後輩である。
妻はモデルの山田ローラ（サトルジャパン所属、2015年春に結婚）。2016年9月22日に男児と女児の双子が誕生。2020年9月30日に次女が誕生。

## 出演

### ウェブテレビ
- ボブ・サップ緊急来日!第1回Abema杯5種競技HAOOO5!（2017年10月14日、10月22日、AbemaTV）[14]
- 石橋貴明プレミアム（2021年3月20日[15]、ABEMA）

### CM
- プラスワン[16]。

## 受賞歴
- 2010-11プレーオフトーナメントMVP ベストフィフティーン
- 2012-13最多トライゲッター ベストフィフティーン
- 2013-14プレーオフトーナメントMVP ベストフィフティーン
- 2014-15プレーオフトーナメントMVP ベストフィフティーン
- 2017-18最多トライゲッター ベストフィフティーン